# Bohuňovice (district d'Olomouc)
Pour les articles homonymes, voir Bohuňovice.
Bohuňovice (en allemand : Boniowitz) est une commune du district et de la région d'Olomouc, en Tchéquie. Sa population s'élevait à 2 549 habitants en 2020.

## Géographie
Bohuňovice se trouve à 9 km au nord-nord-est d'Olomouc, à 73 km à l'ouest d'Ostrava et à 210 km à l'est-sud-est de Prague.
La commune est limitée par Šternberk au nord, par Bělkovice-Lašťany à l'est, par Dolany, Hlušovice et Olomouc au sud, et par Štarnov à l'ouest.

## Histoire
La première mention écrite de la localité date de 1078.